# Traffic Channel
Ein Traffic Channel (TCH; deutsch: Verkehrskanal) ist ein Kanal in einem Mobilfunknetz, über den Daten oder Sprache übertragen wird.

## GSM-Verkehrskanäle
Die Verkehrskanäle des GSM-Mobilfunksystems können nach ihrer Nutzung in drei Gruppen eingeteilt werden:

### Verkehrskanäle für Sprache
| Kurzbezeichnung | Bezeichnung                                                 | Datenübertragungsrate (brutto) | verwendeter Codec |
| --------------- | ----------------------------------------------------------- | ------------------------------ | ----------------- |
| TCH/FS          | full rate traffic channel for speech                        | 22,8 kbit/s                    | FR                |
| TCH/HS          | half rate traffic channel for speech                        | 11,4 kbit/s                    | HR                |
| TCH/EFS         | enhanced full rate traffic channel for speech               | 69,6 kbit/s                    | EFR               |
| TCH/AFS         | adaptive full rate traffic channel for speech               | 22,8 kbit/s                    | AMR               |
| TCH/AHS         | adaptive half rate traffic channel for speech               | 11,4 kbit/s                    | AMR               |
| TCH/WFS         | adaptive full rate traffic channel for wideband speech      | 22,8 kbit/s                    | AMR-WB            |
| O-TCH/AHS       | adaptive half rate 8PSK traffic channel for speech          | 34,2 kbit/s                    | AMR               |
| O-TCH/WFS       | adaptive full rate 8PSK traffic channel for wideband speech | 68,4 kbit/s                    | AMR-WB            |
| O-TCH/WHS       | adaptive half rate 8PSK traffic channel for wideband speech | 34,2 kbit/s                    | AMR-WB            |

### Verkehrskanäle für leitungsvermittelte Datenübertragung
| Kurzbezeichnung | Bezeichnung                                                                   | Datenübertragungsrate (brutto) |
| --------------- | ----------------------------------------------------------------------------- | ------------------------------ |
| TCH/F9.6        | full rate traffic channel for 9,6 kbit/s user data                            | 22,8 kbit/s                    |
| TCH/F4.8        | full rate traffic channel for 4,8 kbit/s user data                            | 22,8 kbit/s                    |
| TCH/H4.8        | half rate traffic channel for 4,8 kbit/s user data                            | 11,4 kbit/s                    |
| TCH/H2.4        | half rate traffic channel for up to 2,4 kbit/s user data                      | 11,4 kbit/s                    |
| TCH/F2.4        | full rate traffic channel for up to 2,4 kbit/s user data                      | 22,8 kbit/s                    |
| TCH/F14.4       | full rate traffic channel for 14,4 kbit/s user data                           | 22,8 kbit/s                    |
| E-TCH/F28.8     | enhanced circuit switched full rate traffic channel for 28,8 kbit/s user data | 68,4 kbit/s                    |
| E-TCH/F32.0     | enhanced circuit switched full rate traffic channel for 32,0 kbit/s user data | 68,4 kbit/s                    |
| E-TCH/F43.2     | enhanced circuit switched full rate traffic channel for 43.2 kbit/s user data | 68,4 kbit/s                    |

### Verkehrskanäle für paketvermittelte Datenübertragung
| Kurzbezeichnung | Bezeichnung                 | Datenübertragungsrate (brutto) |
| --------------- | --------------------------- | ------------------------------ |
| PDTCH           | Packet data traffic channel | max. 138 kbit/s                |

Ein Full-Rate TCH hat eine Datenübertragungsrate von 22,8 kbit/s (brutto), ein Half-Rate TCH von 11,4 kbit/s. Da bei einer Funkübertragung die Bitfehlerhäufigkeit deutlich höher als bei drahtgebundener Datenübertragung ist (Größenordnung zwischen 10−3 bis 10−1), müssen zahlreiche Fehlerkorrekturverfahren angewandt und durch das Hinzufügen von Redundanz eine Korrektur der Fehler ermöglicht werden. Übrig bleibt bei Sprachübertragung eine Übertragungsrate von 13 kbit/s.
In einem ISDN entspricht der B-Kanal dem TCH.